# Mayombe (Roman)
Der Roman Mayombe wurde 1971 von dem angolanischen Schriftsteller Artur Carlos Maurício Pestana dos Santos (besser bekannt unter dem Namen Pepetela) geschrieben und 1980 veröffentlicht. Er spielt 1971 und handelt von einer Gruppe Guerilla-Kämpfern im Urwald Mayombe, die aus den verschiedensten Regionen Angolas zusammengewürfelt wurde. Das zentrale Problem stellt der Tribalismus dar, der daran zweifeln lässt, ob die Guerilla-Kämpfer sich gegen die portugiesische Macht durchsetzen können. Es handelt sich um eine auktoriale Erzählweise mit Einschüben der Kämpfer.

## Inhalt

### Kapitel I: A Missão
- Die 16 Guerilla-Kämpfer planen unter der Führung von Sem Medo einen Überfall auf die Tuga (Portugiesen). Sie nehmen einige Arbeiter gefangen, die für die Portugiesen im Mayombe Bäume fällen.
- Doch am nächsten Tag lassen sie sie wieder frei und geben ihnen ihr Eigentum zurück. Nur ein 100-Escudo-Schein fehlt. Es stellt sich heraus, dass Ingratidão, ein Mitglied der Guerilla-Kämpfer, ihn gestohlen hat.
- Im Folgenden findet eine kurze Schlacht zwischen den Portugiesen und den Guerilla-Kämpfern statt, die eindeutig vorteilhafter für die Guerilleiros ausgeht, da diese einen Hinterhalt planten.
- Der 100-Escudo-Schein wird dank großem Mut an den Eigentümer zurückgegeben, was den Guerilla-Kämpfern Sympathien unter den Arbeitern einbringt. Zurück in der Basis wird beschlossen, dass Ingratidão für den Diebstahl mit 6 Monaten Gefängnis bestraft werden soll.
- Die Mission der Guerilla-Kämpfer ist offenbar Politisierung.

### Kapitel II: A Base
- Acht junge, unerfahrene Guerrilheiros kommen in der Basis an. Einer von ihnen ist entfernt mit Sem Medo verwandt; er wird auf den Namen Vewê „getauft“. Nachdem sich herausstellt, dass er nur in Verbindung mit einer Wette etwas Mut aufbringen kann, ist Sem Medo wütend und wird von dem Kommissar für seine Strenge gegenüber Vewê offen kritisiert. Die Auseinandersetzung zwischen dem Kommissar und Sem Medo regt eine stark tribalistische Diskussion unter den Guerrilheiros an, bei der sich 2 Lager bilden (Kimbundu gegen Bakongo). Besonders Mundo Novo weist tribalistische Denkstrukturen auf und hofft, dass der Operationschef und der Kommissar eine Einheit gegen Sem Medo bilden. Doch der Kommissar und Sem Medo halten an ihrer „Vater-Sohn Beziehung“ fest, versöhnen sich schon bald und hoffen weiterhin auf ein Ende des Tribalismus (ebenso wie Teoria, Muatiânvua und Ekuikui). In Sem Medos Augen ist dies möglich, wenn das Volk sich ihnen anschließen würde.
- Wegen der Lebensmittelknappheit geht der Kommissar nach Dolisie, wo er vorerst vergebens André sucht. Bei dem Treffen mit seiner Verlobten Ondina wird klar, dass die Beziehung des Kommissars problematisch verläuft, da er verschiedene Komplexe hat (Ondina ist gebildeter als er und bringt mehr Erfahrung mit in die Beziehung). Als er endlich auf André trifft, lässt er sich schlechten Gewissens mit 500 Francs bestechen. Doch als er Verdade verbietet, wegen einer Frau in Dolisie zu bleiben, kehrt seine Moral zurück, und er beschließt fairerweise, selbst Ondina zurückzulassen, um sich keine Privilegien einzuräumen. Neben seiner ablehnenden Haltung gegenüber André, legitimiert der Kommissar die Bestechung, indem er erklärt, er werde die 500 Francs für Nahrungsmittel für die Guerilleros nutzen. Kurz vorm Abmarsch erfährt er, dass Verdade von André die Erlaubnis zum Bleiben erhalten hat, was ihn wütend über sich selber macht. Zurück in der Basis sucht der Kommissar Rat bei Sem Medo, der ihm empfiehlt, Ondina auf allen Ebenen zu erobern, eine Einheit zu bilden und Routine zu vermeiden. Bei sich denkt Sem Medo jedoch, nur einen guten Rat geben zu können, wenn er mit Ondina schlafen würde und sie somit besser kennen würde. Doch da er sie hätte haben können, ist sie uninteressant für ihn.
- Es findet eine Diskussion zwischen Lutamos, Mundo Novo und Sem Medo statt, bei der Fragen nach Selbstlosigkeit, Selbstverantwortung und dem Sinn vom Lernen auftauchen.

### Kapitel III: Ondina
- Die Situation in der Basis verschlechtert sich: Seit einer Woche sind keine Lebensmittel mehr vorhanden, einige Guerrilheiros drohen mit Desertation und die Streitigkeiten häufen sich. Der Kommissar fungiert immer öfter als Mittler zwischen den verschiedenen Stammesvertretern. Mundo Novo kritisiert die fehlende Disziplin. Als Das Operaçõs mit dem Versorgungstrupp eintrifft weicht das Gefühl von Isolation und alle brechen in Jubel aus.
- In Dolisie herrscht großer Aufruhr, da André und Ondina sich näher gekommen sind. Der Kommissar erfährt all dies durch einen Brief seiner Verlobten und will sofort nach Dolisie aufbrechen. Sem Medo kann dies noch etwas hinauszögern. Er berichtet ihm von seiner Beziehung zu Leli, die dramatisch endete.
- Sem Medo, der Kommissar und 3 weitere Guerrilheiros brechen nach Dolisie auf, wo Sem Medo vorübergehend Andrés Posten einnimmt. Für die dauerhafte Ausführung dieses Amtes schlägt er Teoria oder Mundo Novo vor. Obwohl er Mundo Novo für dogmatisch hält und persönlich nicht mag, traut er ihm viel zu. Da er selbst in ein anderes Kriegsgebiet versetzt werden soll (was ihn freut), schlägt er den Kommissar als seinen Nachfolger in der Basis vor. Die Nachricht von einem Lager der Tugas im Pau Caído (nahe der Basis) veranlasst Sem Medo dazu Guerrilheiros in Dolisie zu mobilisieren.
- Der Kommissar möchte jedes Detail von Ondina erfahren, um verstehen zu können, warum Ondina ihn betrogen hat. Er versucht sich selber einzureden ihr alles verzeihen zu können und bittet sie um einen Neuanfang. Doch Ondina weist ihn mehrfach zurück, da sie befürchtet, dass er ihr auf lange Sicht Vorwürfe machen könnte. Sem Medo befolgt den Wunsch des Kommissars und redet mit ihr. Doch leider ohne Erfolg: Ondina ist davon überzeugt, dass der Kommissar zu schwach ist und sie ihn beherrschen würde. Es folgt ein heftiger Streit zwischen den Männern, bei dem der Kommissar Sem Medo vorwirft, ihn verraten zu haben, anstatt ihm zu helfen. Der Kommissar ist zutiefst verletzt, beschimpft Sem Medo und löst sich letztendlich sowohl von Ondina, als auch von Sem Medo. Er beteuert, den „Mythos“ des Sem Medo zu zerstören (den er laut Sem Medo selber errichtet hat) und kehrt zur Basis zurück. Während Ondina überfordert ist, erkennt Sem Medo eine positive Entwicklung und ist sich sicher, dass der Kommissar nun zum Mann wird.
- Der tribalistisch eingestellte André grübelt, auf dem Weg nach Brazzaville (ins Gefängnis), wie er einer Strafe entgehen könnte und plant möglichst überzeugend „Selbstkritik“ zu üben. Er ist sich sicher einem Komplott zum Opfer gefallen zu sein, den Sem Medo plante, um auf seinen Posten zu gelangen.

### Kapitel IV: A Surucucu
- Sem Medo und Ondina verbringen eine gemeinsame Nacht, in der sie ein sehr persönliches Gespräch führen. Morgens werden sie abrupt von Vewê geweckt, der meldet, dass die Basis von den Tuga überfallen worden sei.
- Sem Medo organisiert augenblicklich eine große Truppe Freiwilliger und bricht mit ihnen zur Basis auf, um diese zurückzuerobern. Auf dem Weg zur Basis treffen sie auf Teoria, und der vermeintliche Überfall stellt sich als Missverständnis heraus. Die Schüsse, die Vewê gehört hatte, wurden von Teoria abgefeuert, um eine Surucucu (Schlange) zu töten. Alle freuen sich, nur der Kommissar ist gegenüber Sem Medo noch immer unverzeihlich.

### Kapitel V: A Amoreira
- Sem Medo kehrt nach Dolisie zurück. Dort wurde Mundo Novo zum neuen provisorischen Beauftragten ernannt. Sem Medo soll nach dem Kampf um pau Caído in den Osten versetzt werden, worüber er sich freut. Der Arbeiter, dem der 100-Escudo-Schein gestohlen wurde, erscheint im Dorf und berichtet, dass er und seine Freunde bei der MPLA mitwirken möchten.
- Nach einer letzten Liebesnacht mit Ondina, kehrt Sem Medo in den Mayombe zurück. Dort überträgt er bereits vor dem Angriff auf das Pau Caído das Kommando inoffiziell an den Kommissar.
- Bei dem Angriff kommt es zu einem riskanten, nicht abgesprochenen Alleingang des Kommissars. Lutamos will ihm zu Hilfe eilen und wird erschossen. Daraufhin greift Sem Medo mit der ganzen Truppe an und nimmt Pau Caído ein. Doch Sem Medo wird tödlich verletzt. Im Angesicht des Todes versöhnt sich der Kommissar mit ihm und gemeinsam mit Lutamos wird Sem Medo an Ort und Stelle unter einem Maulbeerbaum beerdigt.

## Quelle
- MAYOMBE, Pepetela, 10. Edition 2005, erstmals erschienen 1980, Dom Quixote ISBN 972-20-1116-2